# 1-ша гірська дивізія (Третій Рейх)

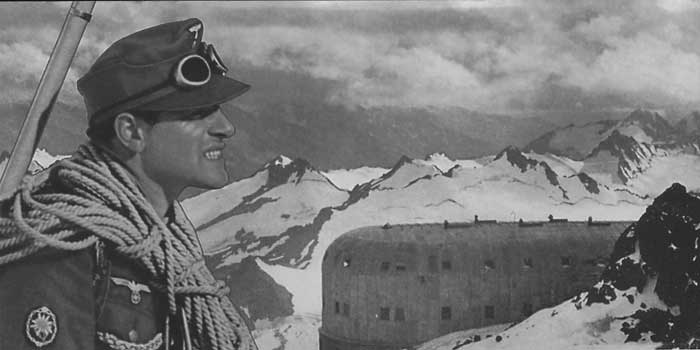
Єгері дивізії «Едельвейс» на Притулку Одинадцяти

1-ша гірсько-піхотна дивізія (Третій Рейх) (нім. 1. Gebirgs-Division) — гірсько-піхотна дивізія Вермахту за часів Другої світової війни. 12 березня 1945 перейменована на 1-шу фольксгренадерську гірську дивізію. Знана як дивізія «Едельвейс» (Edelweiß).

## Райони бойових дій
- Польща (вересень 1939);
- Німеччина (Західний вал) (вересень 1939 — червень 1940);
- Франція (червень 1940 — квітень 1941);
- Югославія (квітень 1941);
- Словаччина (квітень — червень 1941);
- СРСР (південний напрямок) (червень 1941 — березень 1943);
- Сербія та Чорногорія (квітень — червень 1943);
- Греція (липень — грудень 1943);
- Боснія (грудень 1943 — березень 1944);
- Угорщина (березень 1944);
- Югославія (березень — жовтень 1944);
- Угорщина (листопад 1944 — квітень 1945);
- Австрія (квітень — травень 1945).

## Склад
На 1939 рік:
- 98-й гірськопіхотний полк (нім. 98. Gebirgsjäger-Regiment),
- 99-й гірськопіхотний полк (нім. 99. Gebirgsjäger-Regiment),
- 100-й гірськопіхотний полк (нім. 100. Gebirgsjäger-Regiment),
- 79-й гірний артилерійський полк (нім. 79. Gebirgs-Artillerie-Regiment),
- 44-й гірний протитанковий батальйон (нім. 44. Gebirgs-Panzerjäger-Abteilung),
- 54-й гірний розвідувальний батальйон (нім. 54. Gebirgs-Aufklärungs-Abteilung),
- 54-й гірний саперний батальйон (нім. 54. Gebirgs-Pionier-Abteilung),
- 54-й гірний батальйон зв'язку (нім. 54. Gebirgs-Nachrichten-Abteilung),
- 54-й гірний в'ючний батальйон (нім. 54. Gebirgs-Träger-Bataillon),
- 54-й гірний польовий запасний батальйон (нім. 54. Gebirgsjäger-Feld-Ersatz-Bataillon).

На 1942-43 рр.:
- 98-й гірськопіхотний полк
- 99-й гірськопіхотний полк
- 79-й гірний артилерійський полк
- 1-й високогірний піхотний батальйон (нім. Hochgebirgs-Jäger-Bataillon 1)
- 2-й високогірний піхотний батальйон (нім. Hochgebirgs-Jäger-Bataillon 2)
- 44-й гірний протитанковий батальйон
- 54-й гірськопіхотний батальйон
- 54-й гірний розвідувальний батальйон
- 54-й гірний саперный батальйон
- 54-й гірний батальйон зв'язку
- 54-й гірний польовий запасний батальйон
- 54-й гірський в'ючний батальйон військовополонених (нім. Kriegsgefangenen-Gebirgs-Träger-Bataillon 54)

## Командування

### Командири
- генерал гірсько-піхотних військ Людвіг Кюблер (нім. Ludwig Kübler) (1 квітня 1938 — 25 жовтня 1940);
- генерал гірсько-піхотних військ Губерт Ланц (нім. Hubert Lanz) (25 жовтня 1940 — 1 січня 1942);
- генерал артилерії Роберт Мартінек (нім. Robert Martinek) (1 січня — 1 грудня 1942);
- генерал-лейтенант Вальтер Штеттнер Ріттер фон Грабенгофен (нім. Walter Stettner Ritter von Grabenhofen) (1 грудня 1942 — 10 жовтня 1944);
- генерал-лейтенант Йозеф Кюблер (нім. Josef Kübler) (10 жовтня 1944 — 10 березня 1945).
- генерал-лейтенант Август Віттманн (нім. August Wittmann) (12 березня — 8 травня 1945).

## Нагороджені дивізії
- 14 грудня 1942 1-ша гірсько-піхотна дивізія нагороджена Сертифікатом Пошани Головнокомандувача Сухопутних військ для військових формувань Вермахту.

Нагороджені дивізії
|  | Кавалери Нагрудного знаку ближнього бою в золоті                                                           | 4 |
|  | Кавалери Золотого Німецького Хреста                                                                        | 85 |
|  | Кавалери Срібного Німецького Хреста                                                                        | 1 |
|  | Категорія:Кавалери Лицарського хреста Залізного хреста з Дубовим листям                                    | 3 (№160 генерал-лейтенант Губерт Ланц — 23.12.1942 № 164 гауптман Гаральд фон Гіршфельд — 23.12.1942 № 718 майор Вільгельм Шпіндлер — 31.01.1945) |
|  | Категорія:Кавалери Лицарського хреста Залізного хреста                                                     | 35 |
|  | Кавалери Почесної відзнаки сухопутних військ «Почесна застібка на орденську стрічку для Сухопутних військ» | 25 |

- Нагороджені Сертифікатом Пошани Головнокомандувача Сухопутних військ (7)